# Пучинов, Матвей Иванович

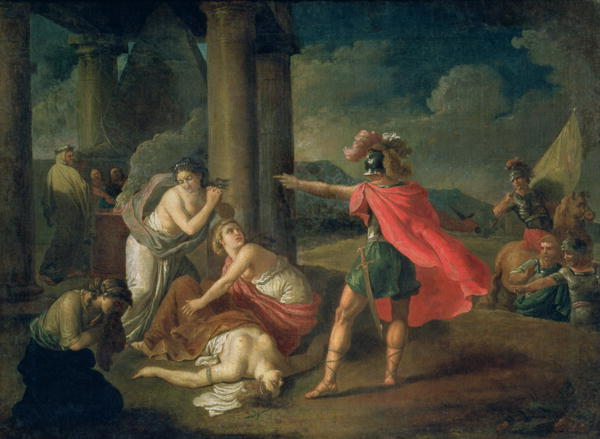
М. И. Пучинов «Смерть Камилы, сестры Горация»

Матвей Иванович Пучинов (1716, Санкт-Петербург — 1797, Санкт-Петербург) — русский художник XVIII века, профессор исторического жанра, академик императорской Академии художеств (с 1762).
М. Пучинов был среди первых отечественных художников исторического жанра, включавший полотна, написанные на мифологические или библейские сюжеты.

## Биография

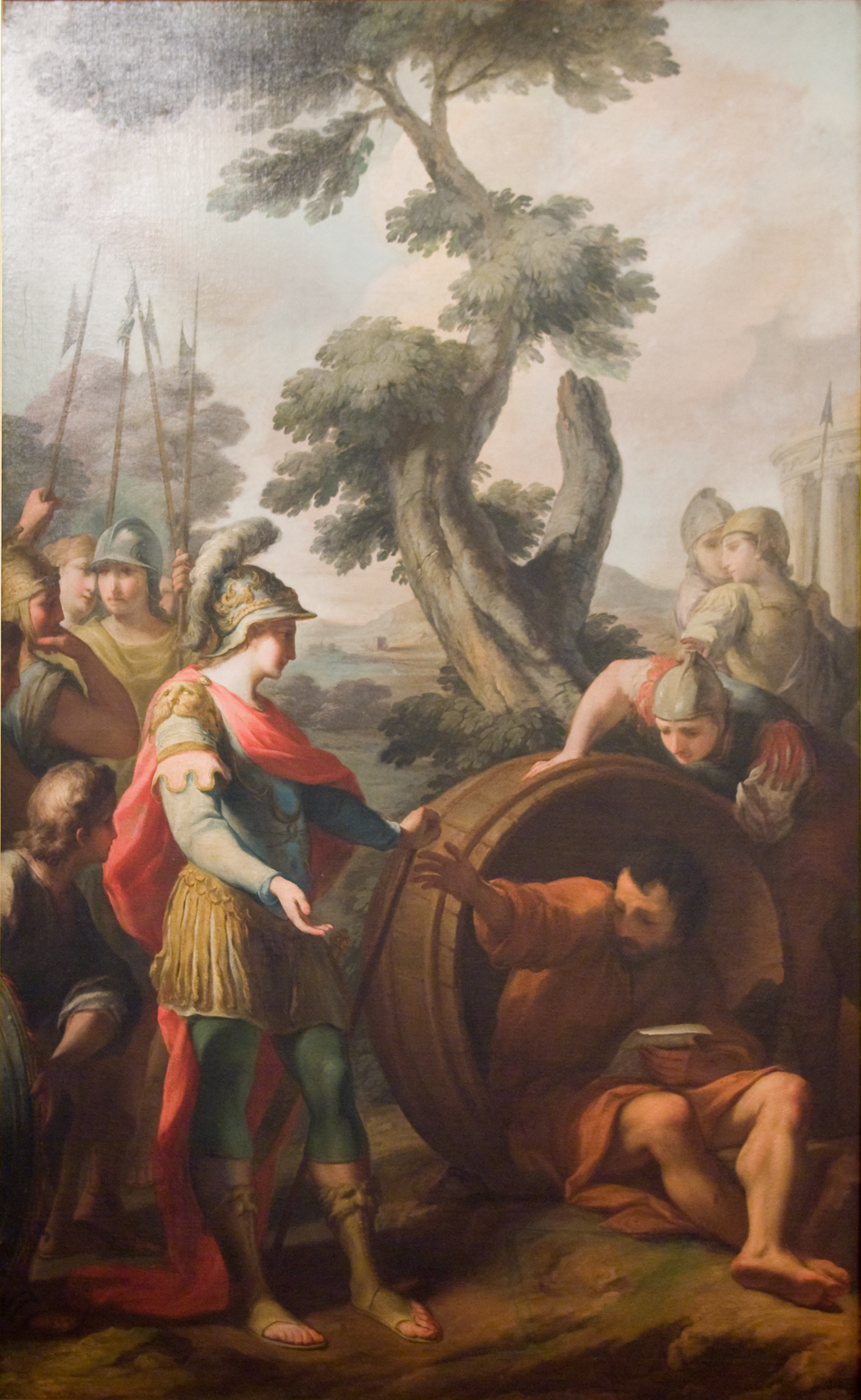
М. И. Пучинов «Свидание Александра Македонского с Диогеном»

О начальном художественном образовании М. Пучинова ничего не известно. В 1745 вместе с И. Я. Вишняковым и Д.-Б. Тарсиа работал над плафоном в «верхних палатах» Большого Петергофского дворца.
Более детальная информация о нём относится к периоду пребывания художника в Италии, где он занимался под руководством Джованни Батисты Тиеполо (Giovanni Batista Tiepolo) и написал картину «Беседа Диогена с Александром Македонским», за которую, в 1762 году, Императорская академия художеств удостоила его звания академика. 7 сентября 1762 года уволен из Академии по распоряжению И. И. Шувалова.
Однако в 1763 году М. Пучинов вновь был в числе преподавателей Академии. Позднее он состоял «живописным мастером при Шпалерной Мануфактуре».
В 1769 лишен звания академика: согласно Уставу 1764 для подтверждения звания он должен был написать картину по специально заданной программе, что «им, г. Пучиновым, доныне не учинено». С 1768 по 1784 упоминался в исповедных росписях «церкви преподобного Сергия Радонежского, что при артиллерийской слободе».
Умер в отставке, получая пенсию.
Из работ его известны также: «Воскресение Христово», написанное за границею, «Молящаяся Богоматерь», копия, по мнению А. И. Сомова — с Гвидо Рени, а по мнению Н. П. Собко — с Ф. Тревизани, и шесть рисунков, находящихся в коллекции академии.
В Государственной Третьяковской галерее ныне хранится его полотно «Смерть Камилы, сестры Горация» (1787).